# Eckhard Horn
Eckhard Horn (* 1. Dezember 1938 in Mannheim; † 18. Oktober 2004) war ein deutscher Jurist und Hochschullehrer an der Christian-Albrechts-Universität zu Kiel.

## Leben
Nach dem Studium der Rechtswissenschaften an der Universität Bonn promovierte er dort 1967 zum Dr. iur. Mit dem Abschluss seiner Habilitation 1972 erhielt er die venia legendi für die Fächer Strafrecht und Strafprozessrecht. Im Anschluss arbeitete er zunächst als wissenschaftlicher Rat, später als Professor an der Universität Bonn. 1973 wechselte er auf einen Lehrstuhl an der Universität Göttingen. Vier Jahre später wechselte er an die Universität Kiel, wo er bis zu seiner vorzeitigen Emeritierung im Jahre 2000 Professor für Strafrecht und Strafprozessrecht war. Seit 1978 war er Richter im zweiten Hauptamt am Schleswig-Holsteinischen Oberlandesgericht in Schleswig. Von 1981 bis 1983 war er Dekan der Kieler rechtswissenschaftlichen Fakultät. Von 1983 bis 1995 war er Direktor des Instituts für Umweltschutz-, Wirtschafts- und Steuerstrafrecht sowie von 1985 bis 2000 Direktor des Instituts für Sanktionsrecht und Kriminologie. Bereits im Jahre 2000 zwang ihn eine Erkrankung in den vorzeitigen Ruhestand. Für seine Verdienste um die wissenschaftliche Durchdringung insbesondere des Umweltstrafrechts und des Sanktionsrechts wurde er 2001 mit dem Bundesverdienstkreuz ausgezeichnet.

## Veröffentlichungen (Auswahl)
- Verbotsirrtum und Vorwerfbarkeit - Eine systematische Grundlagenanalyse der Schuldtheorie. Duncker & Humblot, Berlin 1969 (Dissertation).
- Blutalkoholgehalt und Fahruntüchtigkeit - Zur Abgrenzung und Funktion von Definition und Beweisregel. Gehlen, Bad Homburg 1970.
- Konkrete Gefährdungsdelikte. Schmidt, Köln 1973, ISBN 978-3-504-16001-2 (Habilitationsschrift).
- Die strafrechtlichen Sanktionen: eine systematische Darstellung für die Praxis der Strafrechtspflege. Vahlen, München 1975, ISBN 978-3-8006-0552-1.